# Kleine-Spouwen
Kleine-Spouwen (Limburgs: Kleine-Spaan) is een dorp en voormalige Belgische gemeente in het zuiden (Haspengouw) van de provincie Limburg (arrondissement Tongeren), het was een zelfstandige gemeente tot aan de gemeentelijke herindeling van 1971. Kleine-Spouwen werd in 1970 met Grote-Spouwen en Rijkhoven samengevoegd tot de fusiegemeente Spouwen, die op haar beurt in 1977 werd gefuseerd met de stad Bilzen. Bilzen ging in 2025 op in de stad Bilzen-Hoeselt.

## Etymologie
Spouwen betekent: afgescheiden grondstuk. Omdat het vanaf een zeker moment toebehoorde aan de Abdij van Munsterbilzen werd het ook wel Nonnespouwen genoemd, om het te onderscheiden van Grote-Spouwen.

## Geschiedenis
Op het grondgebied van Kleine-Spouwen werden voorwerpen uit de Bandkeramische cultuur gevonden, en ook een grafveld en resten van een villa uit de Romeinse tijd.
Het dorp was een vrije rijksheerlijkheid die toebehoorde aan de Abdij van Munsterbilzen maar onder voogdij van de Graven van Loon stond, en vanaf 1366 onder die van de prins-bisschop van Luik.
Kleine-Spouwen behoorde tot de Sint-Aldegondisparochie. Het patronaatsrecht en het tiendrecht daarvan waren in handen van de Abdij van Munsterbilzen.
Kleine-Spouwen was van oorsprong een landbouwdorp. Het dorp werd bekend door de naamgeving Laagpakket van Kleine-Spouwen waarmee een laagpakket van klei wordt aangeduid in de stratigrafie dat afgezet werd in het verleden. In 1925 werd er een steenfabriek gevestigd die gevelstenen en bakstenen produceerde afkomstig uit deze afzetting.
Sinds 1896 is er ook harmonie actief: Koninklijke Harmonie De Eendracht.
Sinds 1986 kunnen de jongeren van Kleine-Spouwen terecht bij de plaatselijke KLJ-afdeling. Eerder was er in Grote-Spouwen een BJB (de voorgaande naam van KLJ) te vinden, later werd deze stop gezet en werd de KLJ in Kleine-Spouwen het leven in geblazen. (bron: KADOC-archief)

## Demografische ontwikkeling
- Bronnen:NIS, Opm:1831 tot en met 1970=volkstellingen; 1976 = inwoneraantal op 31 december

## Bezienswaardigheden

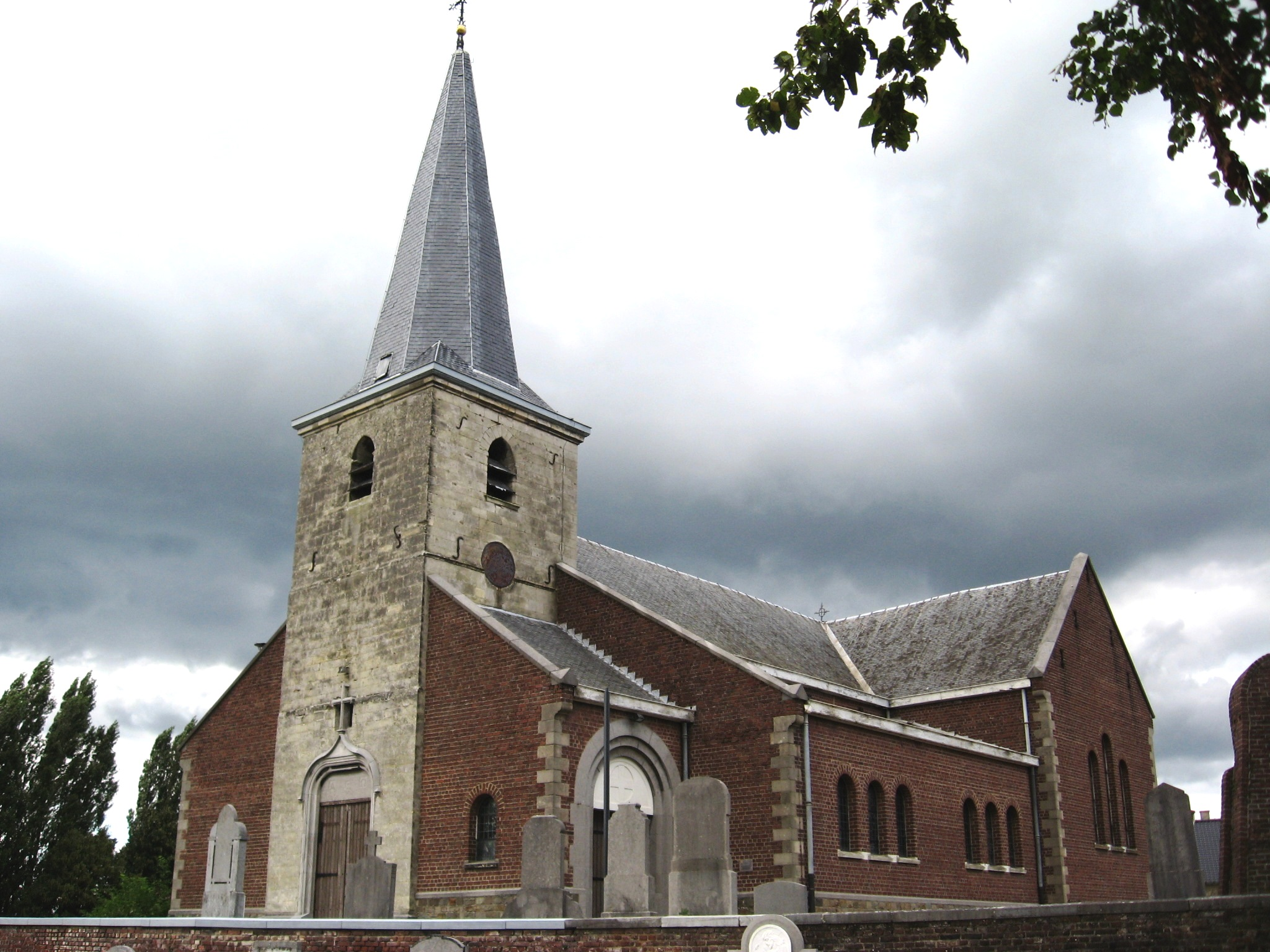
De Sint-Aldegondiskerk

- De Sint-Aldegondiskerk uit 1896, met een 14e-eeuwse toren.
- Het Boelhof, een vierkantshoeve uit 1849, aan de Jaak Vandersandenstraat.

## Natuur en landschap
Kleine-Spouwen ligt op de grens van vochtig- en droog-Haspengouw. Het -zeer kleine- dorp ligt op een heuvel die tot 121 meter hoogte reikt. De omgeving wordt gekenmerkt door akkerbouw en fruitteelt.
Een gemarkeerde wandeling, het Geitenpad, verbindt Kleine-Spouwen met de Commanderij van Alden-Biesen.

## Nabijgelegen kernen
Grote-Spouwen, Rosmeer, Martenslinde, Rijkhoven